# Borough of Tunbridge Wells
Borough of Tunbridge Wells är ett distrikt (motsvarande kommun) i grevskapet Kent i England, Storbritannien. Distriktet har 116 028 invånare (2022). Större orter är Royal Tunbridge Wells och Southborough. Distriktet är indelat i 16 civil parishes förutom Royal Tunbridge Wells som inte ingår i någon civil parish.